# Gazprom

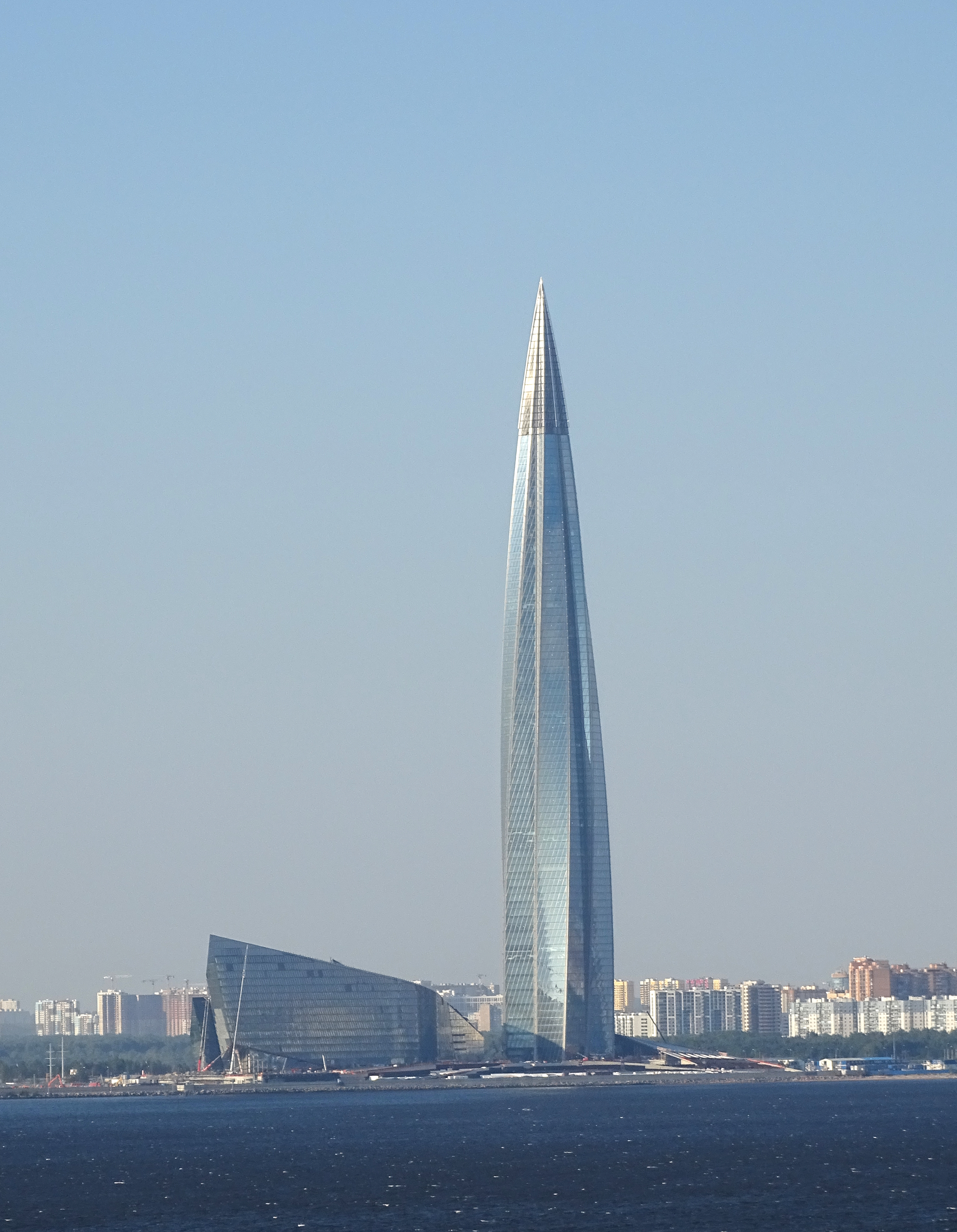
Das Lachta-Zentrum – Sitz von Gazprom in St. Petersburg

Die PAO Gazprom (russisch Газпром; wiss. Transliteration und engl. Transkription Gaz′prom, deutsche Transkription Gas′prom; Kurzform von russisch газовая промышленность ′gasowaja pro′myschlennost ‚Gasindustrie‘) ist das weltweit größte Erdgasförderunternehmen und mit 98 Milliarden US-Dollar Marktkapitalisierung (2019) eines der größten Unternehmen Europas. In Russland ist Gazprom mit rund 473.800 Beschäftigten (2019) einer der größten Arbeitgeber des Landes. Der russische Staat hält 50 Prozent und eine Aktie an dem Unternehmen und im Aufsichtsrat die Mehrheit der Sitze. Der Unternehmenssitz befindet sich in St. Petersburg. Gazprom ist im RTS-Index gelistet. Seit 1992 ist Gazprom eine Aktiengesellschaft. Eine Untersuchung aus dem Jahr 2019 ergab, dass Gazprom mit einem Ausstoß von 43,23 Milliarden Tonnen CO2-Äquivalent seit 1965 das Unternehmen mit dem weltweit dritthöchsten Ausstoß in diesem Zeitraum war.
Gazprom kontrolliert das russische Pipeline-Netz für Erdgas und verfügt dadurch faktisch über ein Monopol für dessen Export. Andere russische Erdgasproduzenten, unabhängige Unternehmen oder Beteiligungen von Gazprom sind auf dieses Netz angewiesen. Somit wurden 2019 132,1 Milliarden Kubikmeter Gas von anderen Erdgasproduzenten durch das Transportsystem von Gazprom geleitet.
Mit einem Umsatz von 122,6 Milliarden US-Dollar, bei einem Gewinn von 22,7 Mrd. USD, stand Gazprom laut Forbes Global 2000 im Jahr 2020 auf Platz 32 der weltgrößten Unternehmen.
Gazprom produzierte nach eigenen Angaben 2019 etwa 501,2 Milliarden Kubikmeter Gas und leitete 679 Milliarden Kubikmeter Gas durch sein 175.200 km langes Pipeline-Netzwerk. Davon wurden in den Jahren 2018–2019 zwischen 175 und 180 Milliarden Kubikmeter nach Europa transportiert. Diese Menge fiel auf 63 Milliarden Kubikmeter im Jahr 2022 und weiter auf 28,3 Milliarden Kubikmeter im Jahr 2023.

## Entwicklung des Unternehmens
Gazprom ist eine Abkürzung für Gasindustrie (russisch газовая промышленность, gasowaja promyschlennost) und war früher der Geschäftsbereich Gasförder- und Gastransportindustrie des Ministeriums für Erdöl- und Gaswirtschaft der UdSSR (Mingazprom), eines so genannten Branchenministeriums. Im Zuge der Perestrojka wurde die Behörde im Jahr 1989 in den russischen Staatskonzern Gazprom umgewandelt. Der bisherige Minister für Erdöl- und Gaswirtschaft, Wiktor Tschernomyrdin, wurde zum ersten geschäftsführenden Vorstandsvorsitzenden gewählt. Als Tschernomyrdin 1992 Ministerpräsident wurde, folgte ihm sein Stellvertreter Rem Wjachirew als Gazprom-Vorstandsvorsitzender.
Seit Mai 2001 ist Alexei Miller Vorstandsvorsitzender. Aufsichtsratsvorsitzender ist seit Juni 2008 der ehemalige russische Regierungschef Wiktor Subkow. Beide gelten als enge Vertraute des russischen Präsidenten Putin, die dieser seit seiner Tätigkeit in der Stadtverwaltung in Sankt Petersburg kennt. Bis zur Ernennung Subkows als Aufsichtsratsvorsitzender bekleidete der spätere russische Präsident Dmitri Medwedew diesen Posten.
Die von der Staatsführung gewollte Fusion des Gasproduzenten mit dem staatlichen Ölunternehmen Rosneft wurde am 2. März 2005 gegen das Widersträuben dessen Managements vollzogen. Durch Aktientausch erlangte Rosneft die Anteilsmehrheit an Gazprom.
Am 21. Mai 2014 schloss Gazprom einen Vertrag mit dem staatlichen chinesischen Ölkonzern China National Petroleum Corporation über die Lieferung von jährlich mindestens 38 Milliarden Kubikmeter Erdgas nach China ab 2018 für eine Dauer von 30 Jahren. Insgesamt entsprach der Wert des Geschäftes etwa 400 Milliarden US-Dollar. Der erwünschte Beitrag zur Finanzierung seitens China blieb aus. Damit wurde ein Ertrag für Gazprom aus dem verpolitisierten Projekt etwas unwahrscheinlicher.

## Wichtigste Geschäftsbereiche und Unternehmensstrategie
Gazprom kontrolliert die Gaswirtschaft Russlands weitgehend, hat das Monopol für den Erdgasexport aus dem Land und ist weltweit größter Gasexporteur. Es gibt nur wenige andere Förder- und Handelsgesellschaften im Erdgasbereich. Das Unternehmen erbringt rund 85 Prozent der russischen Erdgasförderung, was rund einem Fünftel der weltweiten Förderung entspricht. Während des Zerfalls des Rubels im Jahr 2015 forderten andere Gasproduzenten, allen voran Rosneft, direkten Zugang zum Pipeline-Transportsystem. Gazprom konnte dank dem schwachen Rubel günstig bei anderen Produzenten Gas einkaufen und als monopolistischer Exporteur bei der Ausfuhr davon profitieren.
2005 vereinbarten die deutschen Unternehmen E.ON und BASF mit Gazprom, eine Erdgasleitung durch die Ostsee zu verlegen. Gerhard Schröder, nach der Bundestagswahl 2005 nicht mehr Kanzler, nahm ein Angebot von Gazprom zur Mitarbeit im Aufsichtsrat der NEGP an.
Gazprom ist nicht nur im Erdgasbereich tätig. Weitere Geschäftsbereiche sind in Russland – neben dem Erdölbereich – insbesondere die Stromwirtschaft, der Medienbereich und das Bankwesen. Kritiker der Unternehmenspolitik fordern von der Gazprom-Führung eine Konzentration auf die Energiewirtschaft. Sie sehen eine Verzettelung, die das Unternehmen unüberschaubar macht. Gazprom wird in Presseberichten auch immer wieder eine besonders ausgeprägte Anfälligkeit für Korruption vorgeworfen. Die Aktivitäten der Gesellschaft sind derart verpolitisiert, dass Gazprom schlussendlich keine Gewinne erwirtschaften kann. Eine Bankanalyse im Jahr 2018 stellte fest, dass die Profiteure der Investitionen in die Projekte Kraft Sibiriens, Nord Stream 2 oder Turkish Stream wohl eher die Bauunternehmer waren.
Erklärtes Ziel der Gazprom-Führung ist, das Unternehmen zum weltweit führenden Energiekonzern auszubauen. In den letzten Jahren hat sie bedeutende Beteiligungen im Ölbereich (Sibneft) und Strombereich erworben. Dabei will sich Gazprom nicht auf Russland und den Export von Energie aus Russland beschränken, sondern über ihre Exportgesellschaft Gazprom Export auch ihre Aktivitäten im Ausland, einschließlich des Vertriebs von Energie an Endverbraucher, verstärken.
Gazprom äußerte sich auf einer Hauptversammlung am 29. Juni 2007 zu seiner weiteren zukünftigen Strategie. Es möchte auch in Zukunft der wichtigste Gaslieferant in Russland bleiben und daneben den Hauptabsatzmarkt Europa durch den Bau von neuen Pipelines sichern. Wichtig war die Inbetriebnahme der Gasförderung auf der Jamal-Halbinsel in Sibirien 2011. Gazprom denkt des Weiteren aktiv über Partnerschaften mit europäischen Partnern nach.
Am 25. Januar 2008 wurde in Moskau in Anwesenheit des russischen Präsidenten Wladimir Putin und des serbischen Präsidenten Boris Tadić ohne vorhergehende Ausschreibung ein Kaufvertrag über die Mehrheitsbeteiligung am staatlichen serbischen Energiekonzern Naftna industrija Srbije (NIS) für 400 Millionen Euro unterzeichnet. Zudem einigten sich die russische und serbische Seite bezüglich des Baus der Gaspipeline South Stream über serbisches Territorium, um damit die Gasversorgung Südosteuropas abzusichern.

## Zahlen und Fakten
Mitarbeiter
Gazprom beschäftigt rund 477.600 Mitarbeiter (2020)
diese unterteilen sich in: 54,5 % Arbeiter, 13,9 % Führungs- und 36,1 % Fachkräfte und weitere Mitarbeiter
Erdgasreserven und -ressourcen
Gazprom verfügt über etwa ein Sechstel aller sicher wirtschaftlich gewinnbaren Gasreserven der Welt. Hinzu kommen umfangreiche potentielle Ressourcen, vor allem in West- und Nordsibirien.
Erdgasförderung
545 Milliarden Kubikmeter (m³) (2004)
Leitungsnetz
Das Fernleitungsnetz von Gazprom, mit einer Länge von rund 150.000 Kilometer das weltweit größte, transportiert Erdgas zu 179 Verteilungsstationen. Über ein Weiterverteilungsnetz von 428.000 Kilometer werden Unternehmen und Haushalte in rund 80.000 Städten und Ortschaften in Russland beliefert.
Umsatz
rund 48 Milliarden US-Dollar (2005, ohne Sibneft)
72,61 Milliarden US-Dollar (2007)
159,97 Milliarden US-Dollar (2013)
67,24 Milliarden US-Dollar (2014)
91,35 Milliarden US-Dollar (2016)
122,6 Milliarden US-Dollar (2019)
Exportumsatz
rund 25 Milliarden US-Dollar (2005 geschätzt)
Reingewinn
161 Milliarden Rubel oder 4,689 Milliarden Euro (34,3347 Rubel für 1 Euro)
Reingewinn
geschätzt knapp 25 Milliarden US-Dollar (2007)
Wertpapierkennnummern
für die ehemaligen ADR: 903276 (WKN) und US3682872078 (ISIN)
| Milliarden Kubikmeter                                            | 2004  | 2005  | 2006  | 2007  | 2008  | 2009  | 2010  | 2020  |
| ---------------------------------------------------------------- | ----- | ----- | ----- | ----- | ----- | ----- | ----- | ----- |
| Erdgas                                                           | 552,5 | 555,0 | 556,0 | 548,6 | 549,7 | 461.5 | 508.6 | 454,5 |
| Quellen: Gazprom in Zahlen 2004–2008; Gazprom Annual Report 2010 |       |       |       |       |       |       |       |       |

Die Gazprom-Gruppe förderte 2010 rund 508,6 Mrd. Kubikmeter Erdgas; davon wurden 262,1 Mrd. Kubikmeter entsprechend 52 % der jährlichen Förderung zu einem Durchschnittspreis von 58,2 € pro 1000 Kubikmeter in Russland und 70,2 Mrd. Kubikmeter entsprechend 14 % der jährlichen Förderung zu einem Durchschnittspreis von 159,1 € pro 1000 Kubikmeter in Staaten der ehemaligen Sowjetunion abgesetzt. 2010 wurden 148 Mrd. Kubikmeter entsprechend 29 % der jährlichen Förderung wurden einem Durchschnittspreis von 184 € pro 1000 Kubikmeter in Staaten außerhalb der ehemaligen Sowjetunion exportiert, davon 144 Mrd. Kubikmeter in europäische Staaten.
| Deutschland                                                          | 35,3  | 44,9  | 41,6  |
| Türkei                                                               | 16    | 15,4  | 16,4  |
| Italien                                                              | 13,1  | 22    | 20,9  |
| Polen                                                                | 11,8  | 9,7   | 9,7   |
| Großbritannien                                                       | 10,7  | 59    | 8,9   |
| Schweiz                                                              | 17,4  | 6,6   | 9,10  |
| Tschechische Republik                                                | 9     | 2,2   | 4,1   |
| Frankreich                                                           | 8,9   | 13    | 14    |
| Ungarn                                                               | 6,9   | 10,5  | 8,6   |
| Slowakei                                                             | 5,8   | 6,5   | 7,6   |
| Österreich                                                           | 5,6   | 9,1   | 10,6  |
| Finnland                                                             | 4,8   | 2,5   | 1,6   |
| Niederlande                                                          | 4,3   | 16,3  | 48,1  |
| Rumänien                                                             | 2,6   | 1,1   | 1     |
| Bulgarien                                                            | 2,3   | 2,4   | 2,3   |
| Griechenland                                                         | 2,1   | 2,5   | 3,1   |
| Serbien                                                              | 2,1   | 2,2   | 1,4   |
| Kroatien                                                             | 1,1   | 2,3   | 1,8   |
| Belgien                                                              | 0,5   | 1,3   | 1,3   |
| Slowenien                                                            | 0,5   | 0,3   | 0,4   |
| Bosnien und Herzegowina                                              | 0,2   | 0,2   | 0,2   |
| Mazedonien                                                           | 0,1   | 0,2   | 0,3   |
| Gesamt                                                               | 144,1 | 223,6 | 203,9 |
| Quellen: Corporate brochure 2020 Results; Gazprom Annual Report 2010 |       |       |       |

2014 lieferte Gazprom 30,2 Prozent der Gasimporte der Europäischen Union.
Gazprom verfügt (Stand: November 2017) über die weltweit größten Erdgasvorräte. Ihr Anteil an den Gasvorräten beträgt 17 Prozent weltweit und 72 Prozent in Russland. Auf Gazprom entfallen 11 Prozent der weltweiten und 66 Prozent der russischen Gasförderung. Gegenwärtig implementiert der Konzern aktiv großangelegte Projekte zur Erschließung von Gasressourcen auf der Halbinsel Jamal, auf dem Arktis-Schelf, in Ostsibirien und im Fernen Osten sowie mehrere Projekte zur Prospektion und Förderung von Kohlenwasserstoffen im Ausland.
Der Konzern besitzt das weltweit größte Gastransportsystem, dessen Länge sich auf 171.200 Kilometer beläuft und es Russland theoretisch ermöglicht, Erdgas über die Ostsee sowie die Ostseepipeline (Nord Stream) zu verkaufen. In der Region um Wladiwostok am Pazifik bestehen Häfen mit weiteren Exportmöglichkeiten. Im Pazifikbereich bestehen die beiden „Sakhalin“-Projekte. Die beiden Projekte werden durch eine nördlich von den Komplexen erbaute Infrastruktur für Flüssigerdgas sowie zahlreiche Tanks und petrochemische Gebäude unterstützt.

## Unternehmensdetails

### Eigentümerstruktur
Die Gesamtzahl der Aktionäre beträgt über 500.000 juristische und natürliche Personen. Der russische Staat kontrolliert über eine Mehrheit im Aufsichtsrat das Management.
Der Anteilsbesitz verteilte sich wie folgt: (Stand: 2012)
- Russische Föderation: 50,002 Prozent
- Hinterlegungsscheine auf US-Dollar („American Depositary Receipts“), ausgegeben von der Bank of New York Mellon: 26,955 Prozent
- Andere Aktionäre: 23,043 Prozent

Ende 2016 waren 10 Prozent an Rosneftgaz übergegangen und die Föderale Agentur zur Verwaltung des Staatseigentums war auf 38,37 Prozent reduziert worden.
Die Begrenzung des Aktienanteils von Ausländern auf höchstens 20 Prozent wurde Ende 2005 aufgehoben. Einer der größeren ausländischen Aktionäre war der deutsche E.ON-Konzern, der zwischen 1998 und 2003 6,4 % der Gazprom-Aktien kaufte. 2010 verkaufte er sie wieder.
Leiter der Revisionsabteilung sind (2018) Vadim Bikulov und Petr Enis.

### Tochtergesellschaften
- Gazprombank
- Gazprom-Media (mittelbar über Gazprombank)
- Nord Stream AG
- South Stream
- Gazprom Neft (früher Sibneft)
- Gazprom Space Systems (Betreiber von Jamal Satellitenkonstellation)
- Armrosgazprom
- Gazpromavia
- Gazprom Export
- NIGAZ (mit Nigerias staatlichem Energieversorger NNPC)
- Gazprom PMC (privates Sicherheits- und Militärunternehmen)
- Gazprom Zentrenergogas

Gazprom hat 61 hundertprozentige Tochtergesellschaften und hält bei 45 weiteren Unternehmen die Aktienmehrheit. Beteiligt ist Gazprom an 69 Unternehmen, darunter die Horizon Investment Company.

## Unternehmensführung
Der Aufsichtsrat wird jeweils von der Hauptversammlung der Aktionäre gewählt. Der Vorsitzende und die Mitglieder des Verwaltungsrates werden vom Aufsichtsrat für fünf Jahre gewählt. Vorsitzender des Aufsichtsrates ist Wiktor Subkow. Vorstandsvorsitzender von Gazprom ist Alexei Miller.
Seit August 2021 hat Gazprom seine Unternehmenszentrale im Sankt Petersburger Lachta-Zentrum, dem gegenwärtig höchsten Gebäude Europas.

## Gaspreispolitik
Im Inland fordert der Staatskonzern Gazprom Gaspreise, die deutlich niedriger sind als die Preise für Lieferungen ins Ausland, da im eigenen Land die Maximierung der gesellschaftlichen Gesamtwohlfahrt im Vordergrund steht. So erklärt sich, dass Gazprom zwar mengenmäßig knapp zwei Drittel seines Gases im Inland absetzt, damit aber nur rund ein Drittel der Umsatzerlöse erzielt. Manche Experten halten die Inlandspreise für einzelne Verbrauchergruppen für nicht kostendeckend.
Der Gaspreis an der New Yorker NYMEX lag Ende 2007 wiederum bei 7,53 $ pro MMBtu, bei 26,4 m³ pro MMBtu oder 37,88 MMBtu pro 1000 m³, ergibt dies einen Preis von 285 $ pro 1000 m³. Auf die Endverbraucher-Einheit umgerechnet sind dies 2,57 US-ct bzw. etwa 2 Euro-cent pro kWh.
Im Exportgeschäft berechnet Gazprom Pressemeldungen zufolge sehr unterschiedliche Preise.
Die folgenden Preise beziehen sich jeweils auf 1000 Norm-Kubikmeter Erdgas:
| Staat / Region | Gaspreis 2005 in US-$ | Gaspreis 2006 in US-$ | Gaspreis 2007 in US-$ | Anmerkungen                                                                             |
| -------------- | --------------------- | --------------------- | --------------------- | --------------------------------------------------------------------------------------- |
| Armenien       | 56                    | 110                   | 110                   | Preis blieb bis 2009 konstant für die Abtretung der Gasnetze                            |
| Aserbaidschan  | 60                    | 110                   | 235                   |                                                                                         |
| Baltikum       | 90                    | 123                   | 240                   |                                                                                         |
| Belarus        | 47                    | 47                    | 110                   | schrittweise Erhöhung auf Westeuropa-Niveau bis 2011 vereinbart, Kaufoption für Gasnetz |
| Deutschland    | 200                   | 250                   | k. A.                 |                                                                                         |
| Georgien       | 68                    | 110                   | 235                   |                                                                                         |
| Moldau         | 80                    | 160                   | 170                   |                                                                                         |
| Polen          | 120                   | 260                   | 290                   |                                                                                         |
| Russland       | k. A.                 | 42,6                  | 49                    |                                                                                         |
| Ukraine        | 50                    | 95                    | 130                   |                                                                                         |
| Westeuropa     | 174                   | 250                   | 260                   |                                                                                         |

Russland hat die Europäische Energiecharta nicht ratifiziert. 2004 hatte Gazprom einen Anteil von 87 Prozent an der russischen Erdgasproduktion.

## Gasstreit

### Gasstreit mit der Ukraine 2005/2009
Ende 2005 lief der Vertrag über Gaslieferungen der Gazprom an die Ukraine aus. Verhandlungen über einen neuen Vertrag führten zu keiner Einigung. Gazprom forderte eine Preiserhöhung um 360 Prozent (vom sehr niedrigen Preis von 50 US-Dollar je 1000 Kubikmeter) auf 230 US-Dollar (das Preisniveau der Lieferungen an westeuropäische Abnehmerländer). Eine Anhebung des Gaspreises entsprach nicht nur den Gewinninteressen der Gazprom-Gesellschafter, sondern auch Forderungen der Welthandelsorganisation (WTO), die wettbewerbsverzerrende Energiepreissubventionen ablehnt. Die Ukraine war lediglich zu einer schwächeren Erhöhung des Preises bereit. In der Folge kamen am 1. Januar 2006 nur noch 120 Millionen Kubikmeter Gas in der Ukraine an. Bereits einen Tag später betraf der Konflikt weitere Staaten, für deren Gasbezug per Pipeline die Ukraine lediglich ein Transferland ist.
Im weiteren Verlauf des Streits beschuldigte Gazprom den ukrainischen Gasversorger Naftohas, illegal Pipelines anzuzapfen, die durch die Ukraine führen und Erdgas nach Westeuropa transportieren. Der ungarische Gasversorger MOL stellte laut eigenen Angaben einen Rückgang der Gasmenge um ein Viertel fest.
Wenige Tage nach Einstellung der Lieferungen an die Ukraine kam es zu einer Einigung. Gazprom nahm die Lieferungen an die Ukraine wieder auf.
Im Laufe des Jahres 2006 wich die neue Regierung der Ukraine unter dem prorussischen Ministerpräsidenten Wiktor Janukowytsch einem neuerlichen Streit aus und einigte sich diesmal schon früh mit Gazprom über den Preis für 2007: 130 US-Dollar (100 Euro) für 1000 Kubikmeter Gas sind zwar 40 Prozent mehr als 2006, aber nur die Hälfte des Gaspreises, den Russland von anderen ehemaligen Sowjetrepubliken verlangt.
Wirtschaftlich stellten die Durchleitungsgebühren für Gazprom auch im Jahr 2018 keinen nennenswerten Faktor dar. Die Umgehung der Ukraine durch die neu zu bauende Leitung Nord Stream 2 war rein politisch bedingt und belastete die Gazprom-Rechnung.

### Konflikte mit Belarus und anderen ehemaligen Sowjetrepubliken
Im Dezember 2006 kulminierte der aus erhöhten Preisforderungen hervorgegangene Streit Gazproms mit Belarus, von dem statt bisher etwa 50 US-Dollar pro 1000 m³ (relativ günstig) nun 105 US-Dollar gefordert wurden. Gleichzeitig sollte Russlands westlicher Nachbarstaat 50 Prozent der Anteile am Erdgas-Verteilersystem an den Energiekonzern abtreten.
Zu Preisstreitigkeiten Gazproms in geringerem Maß als der mit der Ukraine und mit Belarus kommt es auch mit zwei anderen Erdöl-Lieferanten der ehemaligen Sowjetunion – mit den zentralasiatischen Staaten Usbekistan und Turkmenistan. Ende 2006 musste das kleine Tadschikistan bzw. sein Versorgungsunternehmen Tajikgaz einem fast verdoppelten Preis für Erdgas aus Usbekistan zustimmen; das diesbezügliche Marktvolumen betrug 2007 insgesamt 700 Millionen Kubikmeter Gas für 70 Millionen US-Dollar (100 US-Dollar pro 1000 m³). Usbekistan ist nach Russland und Turkmenistan der drittgrößte Erdgaslieferant der früheren Sowjetunion.

### Kartellverfahren der Europäischen Kommission gegen Gazprom
Im September 2011 ließ die EU-Kommission Hausdurchsuchungen bei mehreren Gasunternehmen durchführen. Betroffen waren neben Gazprom auch RWE und E.ON. Die Unternehmen standen im Verdacht, gemeinsame Sache gemacht und unter anderem Märkte aufgeteilt zu haben. Es ging auch um den Verdacht, dass Gazprom allein die anderen Unternehmen übervorteilt. In mehreren europäischen Ländern wurden die Büros von Gazprom durchsucht und etwa 150.000 Akten sichergestellt. Nach Auswertung der Daten eröffnete die EU-Kommission im September 2012 ein Wettbewerbsverfahren, weil der Konzern seine dominante Marktposition in osteuropäischen Mitgliedsstaaten der EU missbrauche. Die Kommission warf Gazprom die Behinderung des Gastransports, die Abschottung des Marktes und unfaire Preise vor. Auf diese Weise habe Gazprom seine Monopolstellung auf den osteuropäischen Energiemärkten sichern wollen.
Am 22. April 2015 veröffentlichte die EU-Kommission ihre vorläufigen Untersuchungsergebnisse. Demzufolge verhindere Gazprom den Wettbewerb in acht Mitgliedsstaaten der EU. Die betroffenen Länder sind Bulgarien, Tschechien, Estland, Ungarn, Litauen, Lettland, Polen und die Slowakei. Gazprom breche die Wettbewerbsregeln, indem der Konzern diese Märkte abzuschotten versuche. In den betroffenen Staaten hat Gazprom seine Lieferverträge um territoriale Restriktionen wie Destinations- oder Exportverbot-Klauseln ergänzt. Damit verhindere der russische Konzern, dass russisches Gas über Grenzen weitergehandelt wurde (z. B. als Reverse-Flow) und die Großhändler auf Preisdifferenzen reagieren konnten. Das Unternehmen setze zudem seine unfaire Preispolitik fort, die in manchen Fällen mit über 40 % unverhältnismäßig über Orientierungswerten wie Produktions- und Transportkosten, Marktpreisen, Preisen in anderen Märkten liege. Dies sei laut Kommission in Bulgarien, Estland, Lettland, Litauen und Polen der Fall. Zudem habe der Konzern Gaslieferungen mit davon unabhängigen Infrastrukturentscheidungen verknüpft. Zum Beispiel machte Gazprom in Bulgarien Gaslieferungen von der Teilnahme des Gasimporteurs und -händlers bei der South-Stream-Pipeline und in Polen von der Kontrolle über Investitionsentscheidungen bei der Jamal-Europa-Pipeline abhängig.
Im April 2018 wurden interne Dokumente der EU-Kommission den Medien zugespielt. Demnach habe Gazprom nach Einschätzung der Kommission gezielt Druck auf die Regierungen osteuropäischer EU-Länder ausgeübt und fungiere als verlängerter Arm der russischen Außenpolitik. Laut den veröffentlichten Dokumenten habe vor allem Deutschland von besonders vorteilhaften Konditionen auf Kosten anderer Mitgliedsstaaten profitiert. Während zum Beispiel Polen 350 US-Dollar je 1000 Kubikmeter berechnet wurden, musste das weiter entfernte Deutschland 200 US-Dollar pro 1000 Kubikmeter zahlen. Auch Dänemark, Finnland, Italien und die Niederlande seien von stark überteuerten Preisen betroffen, die Kommission wollte diese Länder jedoch nicht in ihrem Kartellverfahren berücksichtigen. Um einer Wettbewerbsstrafe in Milliardenhöhe zu entgehen, unterbreitete Gazprom der EU-Kommission einen Kompromissvorschlag, den die Kommission laut Medienberichten und laut Aussagen von Mitgliedern des Europäischen Parlaments annehmen wolle. Eines der veröffentlichten Dokumente zeigt allerdings, dass die EU-Kommission das Angebot Gazproms negativ einschätzte. Polnische Politiker warfen vor allem Deutschland vor, die Veröffentlichung der Ermittlungsergebnisse unterdrückt und eine gütliche Einigung mit Gazprom angestrebt zu haben.
Gazprom verpflichtet sich in der Vereinbarung vom 24. Mai 2018, alle Beschränkungen zum Weiterverkauf zu beseitigen. Im zweiten Punkt liefert Gazprom relevanten Kunden auch Gas, das hätte in den Verbund, zum Beispiel Ungarn, geliefert werden sollen, auch nach Bulgarien oder in den Baltikum, beides Gebiete, die ungenügend verbunden sind. Gazprom ist damit verpflichtet zur Integration isolierter Märkte. Der dritte Punkt betrifft die Preise in abgeschotteten Ländern, wobei die Kunden der abgeschotteten Märkte alle zwei Jahre niedrigere Preise verlangen können, wenn das westeuropäische Preisniveau überstiegen wird. Bei Nichteinigung würde in diesen Fällen ein Schiedsgericht angerufen. Der letzte Punkt lautet Keine Ausnutzung der marktbeherrschenden Stellung. Diese Verpflichtungen sind rechtlich bindend. Kommt Gazprom einer Verpflichtung während der Gültigkeit von acht Jahren nicht nach, kann die Kommission eine Busse bis zu zehn Prozent des weltweiten Umsatzes aussprechen.

### Russischer Überfall 2022
Die Gazprom ist ein Akteur im russisch-europäischen Gasstreit; die Speicher in Europa, die vermeintlich die Versorgungssicherheit Europas erhöhen sollten, wurden von Gazprom nach dem Russischen Überfall auf die Ukraine 2022 nicht mehr gefüllt, respektive sogar geleert. Gazprom setze seine Speicher derart „als Waffen ein, um die Gaspreise in die Höhe zu treiben und die Europäer im Ukraine-Krieg zum Einknicken zu zwingen“, so Der Standard.
Vor allem aufgrund des stark zurückgegangenen Absatzes für Russisches Gas in Europa meldete der Konzern im Jahr 2023 zum ersten Mal seit Jahrzehnten einen Verlust. Der Nettoverlust belief sich auf 629 Milliarden Rubel, umgerechnet 6,4 Milliarden Euro.
Gazprom muss mit Gerichtsentscheid 2024 13 Milliarden Euro für nicht geliefertes Gas an Uniper zahlen.

## Russische Pläne für die Europäische Union ab 2007
Nach einem Bericht der von Boris Beresowski nach 1999 wiederaufgebauten russischen Wirtschaftszeitung Kommersant aus dem März 2007 sähen Gazprom-Manager den direkten Zugang zu jeder Gasheizung in Deutschland und Europa als ihr Ziel. Dies bedeute, dass sie Zwischenhändler umgehen könnten, pro tausend Kubikmeter Gas 400 bis 500 US-Dollar einnähmen, statt wie bisher 290 Dollar, und der Endverbraucher ebenfalls niedrigere Preise zahlte. Wenn Gazprom die Anteile an lokalen Gasversorgern in Deutschland erwerben könne, und sich gleichzeitig mit anderen Gasproduzenten wie Algerien, Iran, Katar und Venezuela zu einer Organisation wie der OPEC zusammenschließe, würde das die westlichen Energieunternehmen entmachten. In diesem Szenario könne Russland Europa die Preise diktieren und die EU würde in Energiefragen abhängiger von Moskau. Europa versuche diese Expansion von Gazprom zu verhindern, doch das Unternehmen halte unbeirrt an seinen Zielen fest. Seit 2001 ist das Forum Gas exportierender Länder (GECF) der Ansatz zur Entwicklung eines Äquivalents zur OPEC im Erdgassektor.
Am 15. April 2007 kündigten Gazprom und Soteg den Bau eines Gasturbinenkraftwerks in Eisenhüttenstadt an. Die Pläne wurden mit einer Finanzkrise 2009 hinfällig.
Die Expansionspläne von Gazprom stießen in Deutschland teils auf politischen Widerstand. Der damalige hessische Ministerpräsident Roland Koch wandte sich Anfang Juli 2007 in einem Interview mit der Zeitung Bild am Sonntag gegen die Expansionspläne von Gazprom in Deutschland: „Wenn der russische Konzern Gazprom plötzlich von der Rohstoffgewinnung bis zum deutschen Energiekonzern alles in der Hand halten würde, dann wäre etwas falsch gelaufen. Das fände ich eine gefährliche Abhängigkeit“, erklärte Koch. „Es kann nicht sein, dass zum Beispiel von uns in Deutschland privatisierte Unternehmen, beispielsweise in der Energiewirtschaft, auf einmal ausländischen Regierungen gehören.“ Koch forderte in diesem Zusammenhang einen gesetzlichen Schutz vor unerwünschten Investoren aus dem Ausland.
Im Juli 2008 wurde bekannt, dass Gazprom die gesamten Erdgas- und Erdölexporte Libyens zu aktuellen Marktpreisen aufkaufen wolle. Auch die Energieexporte weiterer Staaten sollen aufgekauft werden. Dabei wird die zukünftige Strategie Gazproms auch sehr kritisch betrachtet, wie u. a. Jürgen Roth festhält.
Im Sommer 2013 erkannte Gazprom die Entscheidung eines internationalen Schiedsgerichts an, wonach die langfristigen Vertragspreise im Gashandel mit RWE auf die – seit 2010 gefallenen – Marktpreise zu reduzieren seien. Durch die Überweisung aus Moskau konnte RWE trotz Abschreibungen aus dem Kraftwerksgeschäft ein positives Geschäftsergebnis ausweisen.

## Mysteriöse Todesfälle
Die Zeitung Newsweek zitiert aus dem vom US-Medienkonzern CBS produzierten Dokumentarfilm Secrets of the Oligarch Wives von Bill Browder über eine Serie von mindestens fünf Todesfällen mit Bezug zu Gazprom. Mehrere Oligarchen und Manager aus dem Umfeld des Konzerns wurden 2022 tot aufgefunden, teilweise mit Ehefrau und Kindern. Als offizielle Todesursache gaben die russischen Behörden Suizid, Unglück und Vergiftung beim Schamanen an. Aufgrund der Häufung der Todesfälle wird vermutet, dass es sich um Morde handele, die als Unglück oder Suizid ausgegeben wurden. Überlebende Familienangehörige berichteten, ein Suizid sei ausgeschlossen. In dem Film behauptet der russische Banker German Gorbuntsow, die Todesfälle seien kein Zufall. In London überlebte er 2012 einen Mordanschlag, der mutmaßlich von einem Moskauer Verbrechersyndikat verübt wurde. Personen aus dem Kreml-Umfeld versuchen möglicherweise, Spuren zu verwischen, die eventuelle Betrügereien in Staatskonzernen aufdecken könnten, so die polnischen Denkfabrik „Warsaw Institute“.

## Kritik
Der deutsche Publizist Jürgen Roth behauptete im Dezember 2005 in einem Spiegel-Interview, Gazprom stehe „für Korruption, für eine gigantische Selbstbereicherung der früheren sowjetischen Nomenklatura, der neuen russischen Business-Elite und kriminellen Strukturen.“
Stern-Redakteur Hans-Martin Tillack bezeichnete die Betätigung Gazproms in Europa als „Invasion“ und sprach von „Briefkastenfirmen, die nicht einmal einen Briefkasten haben“, ferner von „ineinander verschachtelte[n] Firmen und Unterfirmen, die vor allem eins bewirken: Sie verbergen Geldflüsse“.
Greenpeace kritisierte Gazprom, weil das Unternehmen in der Arktis nach Öl bohrt, unter anderem auch mit einer Aktion beim Champions-League-Spiel in Basel gegen den von Gazprom gesponserten FC Schalke 04 oder mit einer Aktion eines im Öl sterbenden Ballett-Schwans vor der Tonhalle Zürich anlässlich einer ebenfalls von Gazprom gesponserten Produktion. Ebenfalls gewann Gazprom hierfür 2014 den Negativpreis Public Eye Award in der Kategorie „Publikum“.

## Sponsoring und Beteiligungen

### FC Schalke 04
Gazprom war seit dem 1. Januar 2007 Hauptsponsor des Fußball-Bundesligisten FC Schalke 04. Noch 2021 wurde der Vertrag auf 2025 mit 10 Mio.€ pro Jahr verlängert, was der Manager Matthias Warnig (ehemaliger Major des Ministeriums für Staatssicherheit (Stasi) der DDR und Chef der Nord Stream 2 AG), der von Gazprom in den Aufsichtsrat von FC Schalke 04 entsandt wurde, begrüßte.
Um seinen Bekanntheitsgrad in Deutschland zu steigern, schloss Gazprom einen über fünfeinhalb Spielzeiten laufenden Sponsoringvertrag mit dem FC Schalke 04 ab. Gazprom zahlt dem Verein einen Sockelbetrag von rund 12 Millionen Euro pro Jahr. Abhängig vom sportlichen Erfolg gibt es Zulagen, so dass das Sponsoring über einen Zeitraum von 5 Jahren die Gesamtvertragslaufzeit ein Volumen von bis zu 125 Millionen Euro erreichen kann. Im Mai 2011 wurde der Vertrag zwischen Schalke und Gazprom bis Ende Juni 2017 verlängert.
Bereits vor der Annexion der Krim 2014 hat sich das Fanzin Schalke Unser mit der Problematik des Hauptsponsors in einem Interview mit dem Publizist Jürgen Roth in Nov. 2013 beschäftigt, der vor der Zusammenarbeit warnte, was von dem Magazin, wegen der Aktualität 2 Tage nach dem Einfall in die Ukraine nochmals veröffentlicht wurde: „Fußball interessiert Gazprom im Prinzip einen Dreck. Das Interesse von Gazprom geht weit darüber hinaus, Sportvereine zu sponsern. Vielmehr geht es Gazprom darum, seine energiepolitischen Ziele umzusetzen. Mit dem Trikotsponsoring machen die Schalke-Fans, ob sie wollen oder nicht, Propaganda für ein totalitäres System in Russland. Die Fans werden dabei zum Spielball der Interessen von Gazprom und dem „lupenreinen Demokraten“ Putin.[…] Plakativ gesagt ist Gazprom die politische Waffe des Kreml-Systems und vor allen Dingen auch die wirtschaftliche Waffe. […] In Polen wurde der Zwischenhändler Aleksander Gudzowaty nachweislich mit dem Tode bedroht, bei Gazprom Deutschland arbeiten frühere Stasi-Mitarbeiter in Führungspositionen. Geschäftsführer Matthias Warnig war früher in der DDR-Handelsmission in Düsseldorf tätig und bekam für seine damaligen Verdienste von Stasi-Chef Mielke einen Orden. Hinzu gesellt sich als Chef der Gazprom Germania Hans-Joachim Gornig, den die DDR einst mit dem „Vaterländischen Verdienstorden in Bronze“ auszeichnete. Zudem liegen mir Geldwäscheverdachtsanzeigen des Deutschen Zolls vor. Kuriere, die für Tochtergesellschaften von Gazprom tätig waren, haben laut Zollunterlagen unter anderem in der Schweiz Millionen US-Dollar deponiert.“
Seit 2017 erhielt Schalke jährlich 20 Millionen Euro über einen Zeitraum von 5 Jahren (Gesamtvolumen 100 Mio. €).
Am 24. Februar 2022 trat Matthias Warnig, im Aufsichtsrat von FC Schalke 04 zurück. Am selben Tag gab Schalke 04 bekannt, in den folgenden Ligaspielen auf den Schriftzug des Sponsors zu verzichten und stattdessen mit „FC Schalke 04“ auf der Brust aufzulaufen. Am 28. Februar 2022 beendete Schalke in Reaktion auf den russischen Überfall auf die Ukraine offiziell die Zusammenarbeit mit dem Unternehmen.

### Weitere Vereine
Gazprom ist Eigentümer des russischen Fußballvereins Zenit Sankt Petersburg, Hauptsponsor des serbischen Superligisten FK Roter Stern Belgrad, des russischen Volleyballvereins ZSK Gazprom-Ugra Surgut und des russischen Tischtennisvereins Gazprom Fakel Orenburg.
Ab der Saison 2012/2013 war Gazprom offizieller Partner der UEFA Champions League und seit 2015 – offizieller Partner des internationalen Fußballweltverbands FIFA. Am 28. Februar 2022 beendete die UEFA die Partnerschaft mit Gazprom.
Gazprom unterstützte 2002 und 2003 außerdem das ehemalige italienische Formel-1-Team Minardi.
Gazprom ist Sponsor des 2009 gegründeten russischen Profi-Radsportteams Katjuscha.
Ab 2009 war Gazprom Sponsor für den Blue Fire Megacoaster im Europa-Park. Im Jahr 2020 ging das Sponsoring an das Tochterunternehmen Nord Stream 2 über und 2022 wurde die Zusammenarbeit seitens Europa-Park abgebrochen.
Gazprom war Hauptsponsor des Nord Stream Race, die jährlich von 2012 bis 2021 ausgetragen wurde. Gazprom sponserte den Bundescup „Spielend Russisch lernen“.

## Dokumentarfilme
- Gigant Gazprom – Die Deutschen und ihr Gas aus dem Osten. Dokumentation, Deutschland, 2008, 45 Min., Buch und Regie: Hubert Seipel, Produktion: WDR, Erstsendung: 2. Februar 2009, Besprechung:[66]
- Gazprom – Die perfekte Waffe (90/45 min), DE 2022/2023. Regie: Dirk Laabs. Produktion: Spiegel TV in Koproduktion mit Kinescope Film GmbH.[67][68]

### Englisch
- Anders Aslund: Gazprom’s Strategy. Europäisches Parlament, Brüssel 21. November 2006 (Sachverständigenaussage in der Anhörung zu Wirtschafts- und Handelsbeziehungen mit Russland des Ausschusses für internationalen Handel des Europäischen Parlaments).